# Коммунистическая партия Турции (1920)
Коммунистическая партия Турции (КПТ; тур. Türkiye Komünist Partisi) — коммунистическая партия, созданная в 1920 году и существовавшая в Турции.

## История
Создана 10 сентября 1920 на 1 съезде КПТ в Баку (74 делегата) в результате объединения турецких коммунистических организаций: Рабоче-крестьянская социалистическая партия Турции (Стамбул), представители Зелёной армии (Анатолия), а также турецких коммунистов, действовавших в Советской России (по большей части — бывшие военнопленные турецкой армии). На съезде были приняты программа и устав партии, избрал руководящие органы партии (председателем был избран Мустафа Субхи, генеральным секретарём — руководитель Стамбульской организации Этхем Нежат), отмечено согласие с решениями Коминтерна. Сразу после основания партия была признана Коминтерном в качестве своей секции.
Члены КПТ принимали активное участие в Войне за независимость Турции 1918—22.
Для того, чтобы ослабить влияние КПТ, глава турецкого правительства Мустафа Кемаль создал подконтрольную ему Коммунистическую партию (тур. Türk Komünist Fırkası), что вызвало создание Народной коммунистической партии Турции (тур. Türkiye Halk İştirakiyyun Fırkası), многие руководители которой, однако, входили в КПТ.
В начале 1921 года группа руководителей КПТ во главе с Субхи подверглась нападениям кемалистов в Карсе и Эрзуруме и была вынуждена возвратиться через Трабзон в Баку. Спасаясь от преследований, 28 января 1921 15 коммунистов вынуждены были безоружными отплыть в Чёрное море на лодке. В ночь на 29 января Мустафа Субхи и все его товарищи были зарезаны капитаном и командой судна, что получило название «Бойня пятнадцати». Тем самым КПТ был нанесён тяжёлый удар.
В декабре 1921 года Народная коммунистическая партия Турции была легализована, что позволило членам КПТ работать более свободно. В августе 1921 Народная коммунистическая партия провела съезд, рассматривавшийся как 2 съезд КПТ. Генеральным секретарём партии был избран Салих Хаджиоглу.
В начале 1923 года деятельность коммунистической партии была запрещена, и с тех пор она находилась на нелегальном положении. Арестам подверглось более 200 коммунистов.
В январе 1925 года в Стамбуле прошёл 3 съезд КПТ. Новым генеральным секретарём был избран Шефик Хюсню Деймер (он же Бекар Ферди). Группа Хюсню вела полулегальную деятельность в Стамбуле, издавала газету «Айдынлык» («Свет», 1921—25) и «Орак-чекич» («Серп и молот», 1925).
В марте 1925 года Ататюрк запретил все оппозиционные партии в стране. После этого партия испытала несколько волн массовых репрессий (в 1925, 1927 и 1929 годах). В партии шли дискуссии об отношении к Коминтерну и правящей Народно-республиканской партии. В 1927—1935 партия выпускала ряд нелегальных изданий, часть из которых издавалась за границей. В 1926 КПТ провела партконференцию в Вене. В 1932 состоялся 4 съезд ТКП, переизбравший Хюсню на пост генсека.
В годы Второй мировой войны 1939—45 партия организовала ряд крупных выступлений трудящихся против политики сотрудничества турецких властей с нацистской Германией, за установление дружественных отношений с Советским Союзом. В 1944, 1951 и 1955 партия подверглась жестоким репрессиям, были арестованы многие активисты и члены руководства партии.
В 1960—1970 годы КПТ выступала за выход страны из военных блоков НАТО и СЕНТО и ликвидацию американских баз на турецкой территории.
В 1960-е годы партия уступила первенство в левом движении Турции действовавшей легально марксистской Рабочей партии Турции (РПТ), однако после запретов РПТ в 1971 и 1980 многие её активисты перешли в КПТ. После этого партия возглавила ряд полулегальных массовых организаций и стала играть лидирующую роль в Конфедерации революционных профсоюзов, возглавляемой ранее РПТ. В 1977 на партконференции были приняты новые Устав и Программа партии, подчеркнувшие необходимость единства всех демократических сил. Делегация КПТ участвовала в Берлинской конференции компартий Европы 1976 года. Пятый съезд ТКП в апреле 1983 года избрал Исмаила Билена председателем, а Хайдар Кутлу стал генеральным секретарем.
В 1988 Коммунистическая партия Турции и Рабочая партия Турции объединились, сформировав Объединённую коммунистическую партию Турции. Новая партия взяла курс на ведение легальной деятельности и в начале 1990-х самораспустилась, её кадры частично вошли в Социалистическую партию и Партию социалистического единства, наследницей которой является Партия свободы и солидарности.

## Генеральные секретари КПТ
- Мустафа Субхи (сентябрь 1920 — январь 1921) — председатель
- Этхем Нежат (сентябрь 1920 — январь 1921)
- Салих Хаджиоглу (с августа 1921)
- Шефик Хюсню (1925—1926)
- Ведат Недим (1926—1927)
- Решат Фуат (1929—1946)
- Шефик Хюсню (1946—1959)
- Зеки Баштимар (1962—1973)
- Исмаил Билен (1973—1983)
- Хайдар Кутлу (Наби Ягджи) (апрель 1983—1988)